# Deronje
Deronje (v srbské cyrilici Дероње, maďarsky Dernye) je sídlo v srbské Vojvodině, nacházející se v blízkosti řeky Dunaje u hranice s Chorvatskem. V roce 2002 zde žilo 2 847 obyvatel.
Bogojevo se nachází několik km jihozápadně od Odžaků a administrativně spadá pod Opštinu Odžaci. Typická vojvodinská obec má pravoúhlé ulice, které odkazují na kolonizaci dolních Uher v 18. století. Západně od Deronje vede odvodňovací kanál.
Prochází tudy železniční trať regionálního významu a silnice první třídy z Odžaků do města Bačka Palanka.